# Борис Николов (политик)
Борис Николов Стоев е български политик от БКП.

## Биография
Роден е на 9 август 1912 г. в силистренското село Водно. Работи като обущар в Шумен. Там през 1929 г. става член на Независимите работнически професионални съюзи и на РМС. Член на БКП от 1931 г., а от 1932 г. е секретар на профсъюзите в града и член на ОК на РМС. Поддържа връзка с войници от шуменската казарма, за което е осъден на 15 години затвор, но като малолетен присъдата му е намалена наполовина (тогава възрастта на пълнолетие е 21 г.). Лежи в Шуменския и Плевенския затвор. През 1937 г. е освободен от затвора. След това става секретар на Градския комитет на БКП в Шумен. От 1939 г. е секретар на ОК на БКП в Шумен. През май 1942 г. е арестуван и изпратен в лагера Кръстополе. През 1943 г. е освободен и се занимава с осигуряване на квартири за партизаните от Шуменския край. Арестуван отново и интерниран в Кръстополе. Там става секретар на местната партийна организация. През 1944 г. става партизанин.
След 9 септември 1944 г. до 1949 г. е секретар на Околийския комитет на БКП в Шумен. Впоследствие е инспектор в ЦК на БКП, първи секретар на ОК на БКП в Шумен, както и първи заместник-министър на вътрешната търговия. В отделни периоди е секретар на ОК на БКП в Търговище и посланик на България във Финландия. От 4 март 1954 до 2 юни 1958 г. е кандидат-член на ЦК на БКП, а от 4 юни 1958 г. до 25 април 1971 г. е член на ЦК на БКП. С указ № 2103 от 6 август 1982 г. е обявен за герой на социалистическия труд. Носител е на два ордена „Георги Димитров“, орден „Народна свобода 1941 – 1944 г.“ II ст., „9 септември 1944 г.“ III ст. и орден „Народна република България“ I ст.